# Agitay Adilov
Agʻitay Adilov (nacido en 1941, distrito de Taxtakópir, RSAA de Karakalpakia - 14 de agosto de 2012, distrito de Taxtakópir, Karakalpakistán) fue un trabajador agrícola honrado de Uzbekistán (1992), senador (2005) y héroe de Uzbekistán (2005).

## Biografía
Agitai Adilov nació en 1941 en el distrito de Taxtakópir de la RSSA de Karakalpak.Trabajó como contable en la granja colectiva Davkara en el distrito de Taxtakópir y más tarde como jefe de contabilidad de la granja colectiva "Qo‘ng‘irotko‘l".Luego llegó a ser director de la granja colectiva Taxtakópir, que más tarde se convirtió en una empresa de propiedad estatal conocida como "Taxtakópir".  En 2007, fue nombrado presidente del MTP alternativo "Adilet-Takhta".
Con su trabajo, Agitai Adilov contribuyó al desarrollo de la agricultura y al movimiento campesino en las difíciles condiciones naturales y climáticas de Karakalpakstán.
En 2005, Agitai Adilov fue elegido senador en representación de la República de Karakalpakstán.En reconocimiento a sus muchos años de servicio al país, Agitai Adilov recibió la medalla "Shukhrat" en 1998, la Orden "El-Yurt Khurmati" en 2003 y en 2005 se le concedió el título de Héroe de Uzbekistán.Agitai Adilov falleció el 14 de agosto de 2012.

## Premios
- "Héroe de Uzbekistán" (2005)[3][8][1][6]
- Orden de "El-Yurt Khurmati" (2003)[3][5]
- Medalla "Shukhrat"(1998)[3][7]
- Honrado "Trabajador Agrícola de Uzbekistán" (1992)[1]
- Honrado "Economista del RSSA de Karakalpakia" (1976)[1]